# Pedro Pablo Kuczynski
Pedro Pablo Kuczynski Godard (Lima, 3 de outubro de 1938) é um economista e político peruano, presidente de seu país de 28 de julho de 2016 até 23 de março de 2018, quando renunciou. Foi o primeiro-ministro do Peru entre 2005 e 2006. De tendência centro-direita,  Kuczynski conquistou a presidência do Peru em 5 ou 6 de junho de 2016, derrotando Keiko Fujimori. É comumente conhecido pela sigla PPK. Ganhou mais notoriedade por ter consagrado solenemente o Peru, ele mesmo e sua família ao Sagrado Coração de Jesus e ao Imaculado Coração de Maria, algo que raramente é feito por algum chefe de Estado ou de Governo. O mesmo feito também foi realizado pelo presidente do Equador, na época, Gabriel García Moreno.

## Biografia
Kuczynski nasceu em Lima no ano de 1938, filho de um médico alemão de ascendência judaico-polaca que fugiu da perseguição nazista e se estabeleceu, junto de sua esposa, na Amazônia peruana no início da década de 1930. Kuczynski é primo, por parte de mãe, do cineasta francês Jean-Luc Godard.
Em 1956 ganhou uma bolsa para estudar "Política, Filosofia e Economia" em Oxford. Ele também obteve um mestrado em Administração Pública na Universidade de Princeton.
Entre 1966 e 1968 foi gerente-geral do Banco Central de Reserva do Peru, deixando o cargo após o golpe de Estado de 1968. Durante a ditadura militar ele viveu nos Estados Unidos e serviu como Chefe de Planejamento e Política do Banco Mundial. Retornou ao Peru em 1980 para apoiar a campanha eleitoral de Fernando Belaúnde Terry, que ao assumir nomeou-o ministro de Minas e Energia.
Em 2001, no governo de Alejandro Toledo, foi nomeado Ministro da Economia e Finanças. Em 2005, foi nomeado para o cargo de Presidente do Conselho de Ministros (ou Primeiro-Ministro).
Ele foi também presidente do partido "Peruanos Por el Kambio" (PPK). A palavra "Kambio" é escrita com "K" intencionalmente, de modo que o partido tem as mesmas iniciais que o seu líder Pedro Pablo Kuczynski.
Em 2011 foi candidato a presidência de seu país, obtendo 18,5% dos votos no primeiro turno e ficando em terceiro lugar, atrás de Keiko Fujimori e Ollanta Humala. No segundo turno apoiou Keiko Fujimori.
Candidatou-se novamente para o mesmo cargo nas eleições de 2016. Durante a campanha, PPK obteve o apoio de Mario Vargas Llosa e de Javier Pérez de Cuéllar. Também recebeu respaldo de alguns de seus rivais no primeiro turno. 
Ele é o candidato das elites e dos empresários, cuja conferência anual (Cade 2015) lhe concedeu 84% de aprovação, ultrapassando de longe todos os outros candidatos. No entanto, ele terá dificuldade em unir o interior do país. Muitos não perdoam suas observações racistas em relação aos habitantes dos Andes, os quais ele acusou em 2006 de “não terem oxigênio suficiente no cérebro”.
Kuczynski obteve 50,12% dos votos contra 49,87% de sua rival, Keiko Fujimori.
Kuczynski é casado com a americana Nancy Ann Lange, prima da atriz Jessica Lange.

## Processos de impeachment e renúncia
Em dezembro de 2017 foi aberto um processo de impeachment contra Kuczynski, após a denúncia de que suas empresas de consultoria teriam recebido propinas da construtora brasileira Odebrecht (atual Novonor). Contudo, o processo de afastamento do presidente peruano não prosperou, a despeito da maioria oposicionista no Congresso. Na votação do impeachment, foram 78 votos a favor, 9 a menos do que o necessário para aprovar a cassação, 19 contra e 21 abstenções.
Entretanto, a 20 de março de 2018, o partido Força Popular apresentou vídeos que comprovaram que houve compra de votos para evitar a cassação. Um novo processo de impeachment foi aberto, mas antes que houvesse qualquer votação, Kuczynski renunciou ao cargo de presidente em 21 de março. Em outra votação, o Congresso aceitou (formalmente) a renúncia por 105 votos a favor, 12 contra e quatro abstenções.